# Вотербері (селище, Вермонт)
Вотербері (англ. Waterbury) — селище (англ. village) в США, в окрузі Вашингтон штату Вермонт. Населення — 1897 осіб (2020).

## Географія
Вотербері розташоване за координатами 44°20′34″ пн. ш. 72°44′42″ зх. д. / 44.34278° пн. ш. 72.74500° зх. д. (44.342769, -72.744961).  За даними Бюро перепису населення США в 2010 році селище мало площу 5,00 км², з яких 4,88 км² — суходіл та 0,12 км² — водойми.

## Демографія
Згідно з переписом 2010 року, у селищі мешкали 1763 особи в 842 домогосподарствах у складі 383 родин. Густота населення становила 353 особи/км².  Було 900 помешкань (180/км²).
Расовий склад населення:
| - 95,9 % — білих - 1,2 % — азіатів - 0,7 % — чорних або афроамериканців - 0,5 % — корінних американців |

До двох чи більше рас належало 1,4 %. Частка іспаномовних становила 1,1 % від усіх жителів.
За віковим діапазоном населення розподілялося таким чином: 19,7 % — особи молодші 18 років, 67,0 % — особи у віці 18—64 років, 13,3 % — особи у віці 65 років та старші. Медіана віку мешканця становила 39,0 року. На 100 осіб жіночої статі у селищі припадало 92,7 чоловіків;  на 100 жінок у віці від 18 років та старших — 90,4 чоловіків також старших 18 років.
Середній дохід на одне домашнє господарство  становив 72 397 доларів США (медіана — 56 359), а середній дохід на одну сім'ю — 100 630 доларів (медіана — 84 417). Медіана доходів становила 46 500 доларів для чоловіків та 40 372 долари для жінок. За межею бідності перебувало 11,4 % осіб, у тому числі 6,3 % дітей у віці до 18 років та 17,9 % осіб у віці 65 років та старших.
Цивільне працевлаштоване населення становило 1050 осіб. Основні галузі зайнятості: освіта, охорона здоров'я та соціальна допомога — 18,7 %, виробництво — 17,0 %, мистецтво, розваги та відпочинок — 17,0 %.